# 1910 en mathématiques
| Années des mathématiques : 1907 - 1908 - 1909 - 1910 - 1911 - 1912 - 1913    |
| Décennies des mathématiques : 1880 - 1890 - 1900 - 1910 - 1920 - 1930 - 1940 |

Cet article présente les faits marquants de l'année 1910 en mathématiques.

## Évènements
- Le mathématicien néerlandais Luitzen Brouwer démontre le théorème du point fixe, relevant de la topologie algébrique[1].

## Naissances

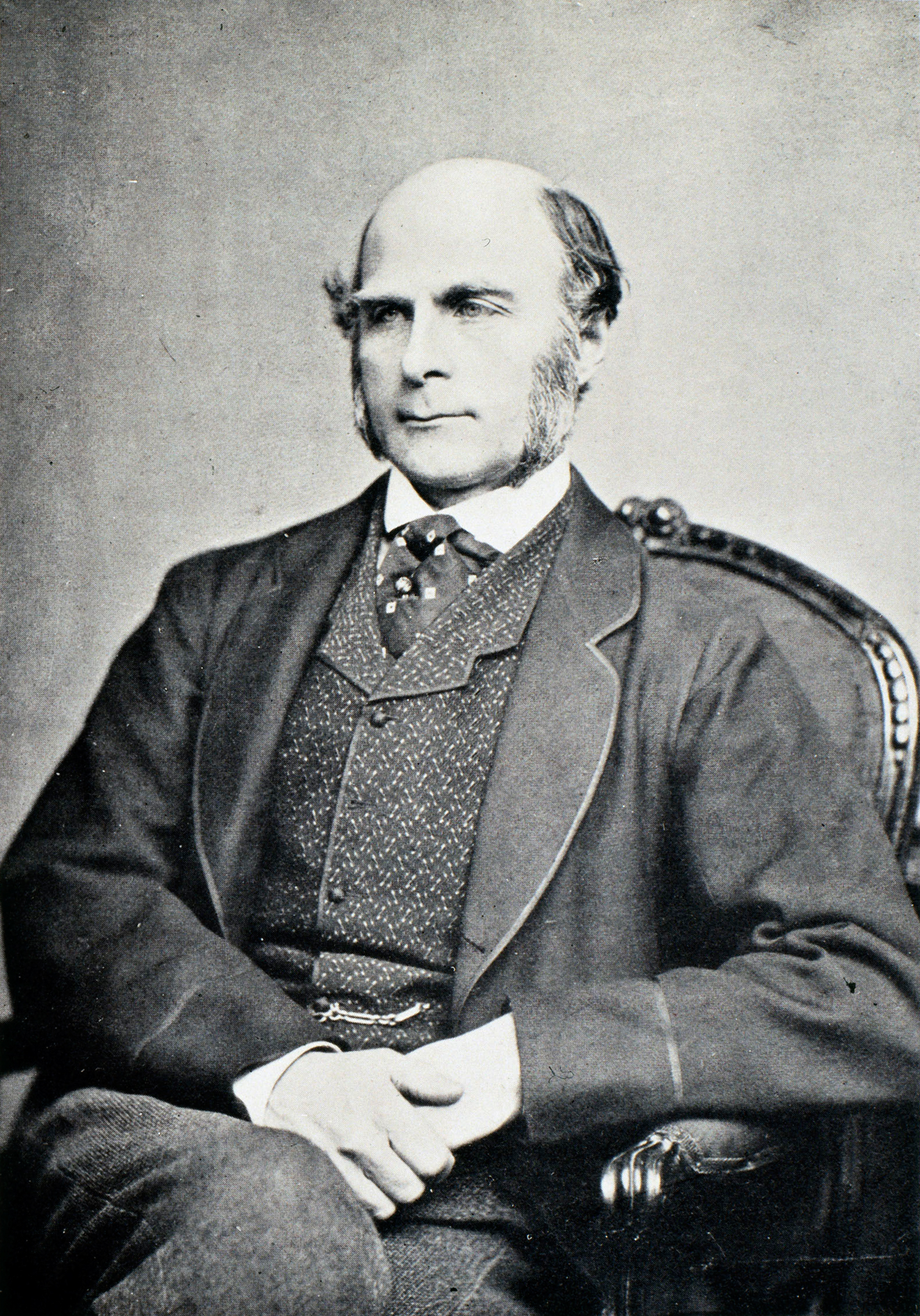
Francis Galton

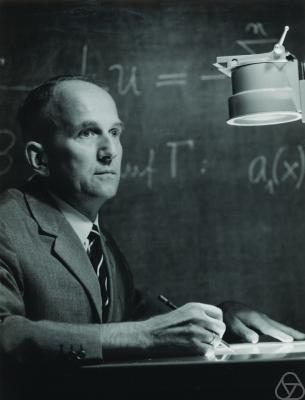
Lothar Collatz

- 13 février : Adam Bielecki (mort en 2003), mathématicien polonais.
- 27 février : Joseph Leo Doob (mort en 2004), mathématicien américain.
- 2 mars : Charles Pisot (mort en 1984), mathématicien français.
- 30 mars : Józef Marcinkiewicz (mort en 1940), mathématicien polonais.
- 31 mars : Klaus Wagner (mort en 2000), mathématicien allemand.
- 6 avril : Barys Kit (mort en 2018), mathématicien, physicien et chimiste biélorusse.
- 12 avril : Ke Zhao (mort en 2002), mathématicien chinois.
- 22 avril : Norman Steenrod (mort en 1971), mathématicien américain.
- 23 avril : Sheila Scott Macintyre (morte en 1960), mathématicienne britannique.
- 4 mai : Claude Chabauty (mort en 1990), mathématicien français.
- 31 mai : Nikolai Efimov (mort en 1982), mathématicien russe-soviétique.
- 7 juin : Charles Critchfield (mort en 1994), physicien et mathématicien américain.
- 14 juin : Fritz John (mort en 1994), mathématicien américain d'origine allemande.
- 24 juin : Jean Ville (mort en 1989), mathématicien français.
- 6 juillet : Lothar Collatz (mort en 1990), mathématicien allemand.
- 11 août : Sigmund Selberg (mort en 1994), mathématicien norvégien.
- 18 août : Pál Turán (mort en 1976), mathématicien hongrois.
- 21 août : John William Theodore Youngs (mort en 1970), mathématicien américain.
- 22 août : Kenneth McIntyre (mort en 2004), avocat, historien et mathématicien australien.
- 1er septembre : Pao-Lu Hsu (mort en 1970), mathématicien chinois.
- 8 septembre : Nathan Jacobson (mort en 1999), mathématicien américain.
- 17 septembre : Marshall Hall (mort en 1990), mathématicien américain.
- 20 septembre : Dorothy Vaughan (morte en 2008), mathématicienne américaine.
- 1er octobre : José Enrique Moyal (mort en 1998), mathématicien et physicien australien.
- 5 octobre : Nathan Jacobson (mort en 1999), mathématicien américain.
- 7 octobre : Lucien Malavard (mort en 1990), mathématicien et physicien français.
- 11 octobre : Cahit Arf (mort en 1997), mathématicien turc.
- 13 octobre : Gholamhossein Mosaheb (mort en 1979), mathématicien iranien.
- 19 octobre : Subrahmanyan Chandrasekhar (mort en 1995), astrophysicien et mathématicien américain d'origine indienne, prix Nobel de physique en 1983.
- 29 octobre : Daniel Pedoe (mort en 1998), mathématicien britannique.
- 12 novembre : Hua Luogeng (mort en 1985), mathématicien chinois.
- 2 décembre : Anatoli Dorodnitsyne (mort en 1994), physicien, géophysicien et mathématicienrusse.
- 19 décembre : Helmut Wielandt (mort en 2001), mathématicien allemand.

## Décès
- 13 janvier : Franz Stolze (né en 1836), philosophe, historien, géographe, mathématicien, physicien et ingénieur allemand.
- 5 août : Julius Petersen (né en 1839), mathématicien danois.
- 19 août : Eugène Rouché (né en 1832), mathématicien français.
- 26 septembre : Thorvald Nicolai Thiele (né en 1838), astronome, actuaire et mathématicien danois.
- 30 septembre : Maurice Lévy (né en 1838), ingénieur et mathématicien français.
- 11 décembre : Jules Tannery (né en 1848), mathématicien français.
- 23 décembre : Eduard Hagenbach-Bischoff (né en 1833), physicien et mathématicien suisse.